# Irakli Morkov
Irakli Ivanovitch Morkov (né le 2 novembre 1753 - mort le 26 mars 1828), est un général russe.

## Biographie
Morkov commence à s'illustrer pendant la guerre russo-turque de 1787-1792, quand il prend part à la capture d'Otchakiv, en 1788, et la forteresse d'Izmaïl, le 22 décembre 1790. En tant que général, il participe à la guerre russo-polonaise de 1792 (bataille de Zieleńce). En 1799, il quitte l'armée avec le grade de lieutenant-général et le titre du comte.
Il est le frère du général Nikolaï Markoff (ru) (1743-1811) et de l'ambassadeur Arkady Markoff (1747-1827), tous trois nommés comtes du Saint-Empire en 1796.

## Sources
- (pl) Cet article est partiellement ou en totalité issu de l’article de Wikipédia en polonais intitulé « Iraklij Morkow » (voir la liste des auteurs).